# Alt-Prager Almanach
Der Alt-Prager Almanach war ein deutschsprachiger jüdischer Almanach, der in den Jahren 1926 und 1927 in Prag in der Tschechoslowakei erschien. Der vom Musikwissenschaftler Paul Nettl herausgegebene Kalender bot seinen Lesern literarische und essayistische Lesestoffe zur Kulturgeschichte Prags, darunter auch anspruchsvollere Texte zur Musik-, Theater- und Literaturgeschichte. Zu den teils prominenten zeitgenössischen Autoren gehörten Alfred Klaar, Franz Werfel, Oskar Baum, Hugo Salus, Heinrich Teweles und der Musikwissenschaftler Robert Haas.